# Waking the Fallen
Waking the Fallen is het tweede album van de Amerikaanse hardrockband Avenged Sevenfold.

## Geschiedenis
Het album werd op 26 augustus 2003 uitgebracht door Hopeless Records. Het is het laatste Avenged Sevenfold-album waarop de kenmerkende metalcoresound te horen is.
Dit is het eerste album met Johnny Christ als bassist en tevens het eerste album in de huidige bezetting. Van dit album zijn in de wereld zo'n 370.000 exemplaren verkocht, waarvan 310.000 in de Verenigde Staten.

## Tracks
Alle nummers geschreven door Avenged Sevenfold, behalve 'Waking the Fallen, dat geschreven is door Avenged Sevenfold en Scott Gilman.
1. "Waking the Fallen" - 1:42
2. "Unholy Confessions" - 4:45
3. "Chapter Four" - 5:44
4. "Remenissions" - 6:06
5. "Desecrate Through Reverence" - 5:38
6. "Eternal Rest" - 5:12
7. "Second Heartbeat" - 7:00
8. "Radiant Eclipse" - 6:09
9. "I Won't See You Tonight (Part 1)" - 8:58
10. "I Won't See You Tonight (Part 2)" - 4:44
11. "Clairvoyant Disease" - 4:59
12. "And All Things Will End" - 7:40

## Videografie
Op 6 maart 2004 werd een video van het nummer "Unholy Confessions" gemaakt. Het bevat een liveoptreden met het originele nummer eroverheen gesynchroniseerd. In de video zijn ook fans van Avenged Sevenfold voor en tijdens een concert te zien. De band vertelde dat de video op verzoek van hun nieuwe platenlabel Warner Bros. Records werd gemaakt, zodat ze reclame voor Avenged Sevenfold konden maken voordat ze in 2005 City of Evil uitbrachten.
Deze video was de tweede poging tot een video van het nummer. De eerdere poging dateert van het najaar van 2003. De band was niet tevreden met het eindproduct en besloot de video opnieuw op te nemen, dit keer als een liveoptreden.

## Oordelen
Waking the Fallen bereikte een goede positie in de hitlijst van Billboard, een tijdschrift waarin Avenged Sevenfold vergeleken werd met bands als NOFX, Iron Maiden en Metallica. In andere media werden meer overeenkomsten met Iron Maiden opgemerkt, alsook met Misfits.
Het nummer "Chapter Four" werd in het spel Madden 2004 gebruikt, wat de aandacht trok van Warner Bros. Records en uiteindelijk tot het platencontract leidde.

## Bezetting
| M. Shadows     | Zang            |
| Synyster Gates | Sologitaar      |
| West Douldin   | Zang/Slaggitaar |
| The Rev        | Drums           |
| Johnny Christ  | Basgitaar       |